# 堇紫色
堇紫色（英語：violet），又稱堇青色，英语名称来源于堇菜属植物（通称）的花色。植物也常译作紫罗兰（儘管植物學的紫羅蘭是另一種植物），因此堇紫色又称紫罗兰色。
堇紫色是紫色中偏冷的部分，因为颜色中紫色是由红色和蓝色混合形成的，堇紫色中含蓝色的成分较标准紫色多，是可见光的光谱中最边缘的部分，波长约为380–450纳米 ，波长更短就超出人类可见范围，属于紫外线。

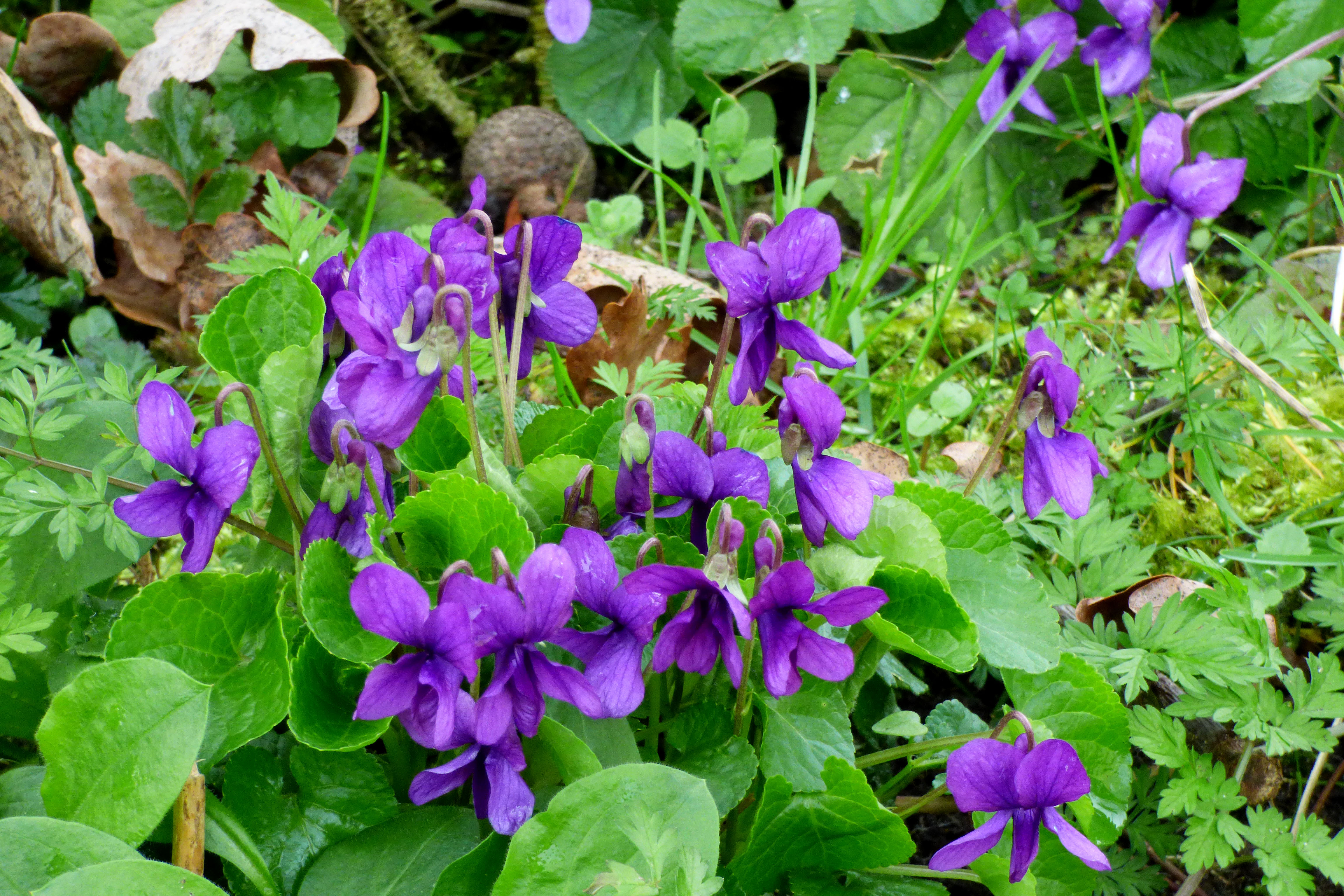
香堇菜（sweet violet）